# Brandis
Brandis este un oraș din landul Saxonia, Germania. Se află la o altitudine de 137 m deasupra nivelului mării. Are o suprafață de 34,81 km² și 34,89 km². Populația este de 9.613 locuitori, determinată în 30 septembrie 2019, prin actualizare statistică[*].